# あやかしびと
『あやかしびと』（妖人）は、2005年6月24日にpropellerから発売されたアダルトゲーム。2006年8月31日にはディンプルよりPlayStation 2版『あやかしびと -幻妖異聞録-』が、2009年3月19日にはPlayStation Portable版『あやかしびと -幻妖異聞録- PORTABLE』が発売されている。

## 概要
「学園青春恋愛伝奇バトルAVG」と銘打たれており、いわゆる燃えるシナリオを持つゲーム。東出祐一郎の臨場感あふれる描写が人気を呼んだ。PS2版からは新たに逢難が攻略できるようになり、それにそってシナリオも変更されている。
2008年5月23日には、本作と同じく東出がシナリオを手がけた『Bullet Butlers』とのクロスオーバー作品『クロノベルト』が発売された。

## ストーリー
第二次世界大戦後、世界中で通常ではあり得ない力、性癖、容姿をもつ人間たちが現れるようになった。これらは一括してある病気と規定され、これに罹患したものは俗に「人妖」と呼称された。各国の政府は人妖病患者をありとあらゆる方法で取り締まる事となる。
そして、現代。武部涼一は人妖の能力を発現させ、その能力が危険であるとされ孤島の病院への隔離を余儀なくされていた。特に問題を起こすことなく病院で生活していた彼であったが、そこで彼は「すず」という少女と出会う。
涼一はある時に事件を起こし、病院をすずと共に脱走することになる。脱走後、二人は逃げるために如月双七、如月すずと名を変え、人妖が人口の殆どを占める「人妖都市・神沢」に潜り込んだ。
そこで憧れていた平穏な日常や学生生活を手に入れられた双七だったが、すずの『ある秘密』を目的とし、政府機関や邪な存在たちが彼らを付け狙う。

## システム
一般的な美少女ゲームと同じく、テキストを読み進めて時折現れる選択肢を選択していくアドベンチャーゲームタイプのシステムである。
選択肢によって各ヒロインのシナリオに進み、そしてエンディングを迎える。奇をてらった選択肢も殆ど無く、基本的にシナリオを楽しむゲームである。
メッセージスキップやテキスト巻き戻しなどはきちんと実装されており、ゲームを進める上で不足している機能は無い。
声は、パソコン版 / PS2・PSP版の順。同じ場合は統合して表記した。

## 登場キャラクター
如月双七（きさらぎ そうしち）
声 : 保村真
身長:178cm 体重:68kg
主人公。元は武部涼一（たけべ りょういち）という名前だったが病院を脱走後、名前を変える。かなりのお人好しであり、また涙もろい。すずからもよく指摘される。病院でカリキュラムの一環として空手を教えていた九鬼耀鋼から中国拳法の流れを汲む九鬼流を教わっている。髪のクセが非常に強く、所謂ヤンキータイプのツンツンした髪型になってしまうのだが、見た目と中身との差が激しいことを本人も気にしている。また、手術の途中で病院から脱走したため右肘に爆弾が埋め込まれたままである。
先祖妖怪は「妖怪を殺すための武器から発生した付喪神の集合体」。人妖能力は金属との意思疎通・対話であり、金属引き寄せはその能力の一端に過ぎない。すずの言霊が効きにくかったり、八咫鴉が「先祖がよくわからない」「嫌な感じがする」と感じたのも、ひとえに類稀な先祖妖怪のせいである。
如月すず（きさらぎ すず）
声 : 鮎川ひなた / 阪田佳代
身長:145cm 体重:37kg 3サイズ:73/46/72
双七が病院で出会った少女。あっけらかんとした裏表のない性格をしており、短気だが後に引くことはない。お人好しの双七に母性本能を刺激されており、保護者ぶった態度をとる（その割には暴力的である)。双七以外の人間には警戒心を抱いており、一定の距離を置いて接している。当人以外のルートで双七が女の子とくっつくとやきもちを焼いたりもするが、その女性本人を嫌うことはない。また、トーニャとは喧嘩ばかりしているが、単に馬が合わないだけである。但し、ある事情から薫にだけは憎悪を通り越して殺意を抱いている。
人ではなく純粋な妖怪九尾の狐であり、言霊を憑かせて相手を意のままに操れる。その絶大な能力が、ドミニオン達に狙われる原因となる。現段階では尾は一本しかないが、成長とともに増えていく。
一乃谷刀子（いちのたに とうこ）
声 : 一色ヒカル / 田中涼子
身長:168cm 体重:54kg 3サイズ:86/56/87
神沢学園の三年生で、生徒会に所属している。優しく慎ましやかな性格だが、怒ると怖い。生徒会会長の一乃谷愁厳の妹。実家は神社で、そこで巫女を務めている。
先祖妖怪は「牛鬼」。人妖能力は怪力と愁厳への交換。ひとつの体に二人の魂が同居しており、精神世界において任意に対話、表へ出る人格・体を交換できる。単純に表へ出ていない者は常に眠っているわけではなく、同じものを見聞きする事も出来る。しかしその能力の代償に一乃谷家の家系は総じて短命であり、生き永らえるためにはどちらか片方の魂を消さなければならないという宿命を持つ。
トーニャ
声 : 籐野らん
身長:150cm 体重:41kg 3サイズ:72/51/73
正式にはアントニーナ・アントーノヴナ・ニキーチナ。神沢学園の二年生で、ロシアからの留学生。如月すずとは相性が最悪で、「たぬき」「きつね」などと罵倒しあう。口がかなり悪く、慇懃無礼。兄が一人いるが、その存在に頭を悩ませている。月に一度の妹の手紙を楽しみにしており、その時はふわふわモードになるので、生徒達の名物になっている。
人工的に生み出された人妖で、妖怪名は「キキーモラ」。背中から生やした、先に錘のついた紐状のものを自分の手足のように操る事ができる。その端末には感覚もあり、見えない遠隔地などの状況を察知できる。また、編み込んである状態から開放し無数の糸を操り強力な攻撃も出来るが、精神的負荷が激しい。
飯塚薫（いいづか かおる）
声 : 嬉野祥子
身長:166cm 体重:56kg 3サイズ:88/54/87
一般の警察では手におえないと判断された場合に出動する、基本的に人妖で構成された追跡部隊「第参種人妖追跡機関」、通称「ドミニオン」の第十七戦闘隊隊長。一癖も二癖もある部下をまとめている。病院から脱走した如月双七と、正体不明の少女すずを追うことになる。
かつて病院で双七の面倒を見ていたが、ある事情で彼を裏切ってしまう。この件が後に彼のトラウマのひとつとなり、またその一部始終を目撃していたすずは彼女を殺したい程に憎悪している。
先祖の妖怪は「鎌鼬」で能力は真空操作。愛用の拳銃「ハルピュイア」に真空の弾丸を込めて射出する事が出来る。弾切れを起こさない上、威力の調整が自由自在に出来、弾道もある程度なら調整する事が出来る。奥の手として「死神鎌の壁（デスサイズ・ウォール）」と呼ばれる、攻防一体の真空の壁を生み出すことも出来る。
逢難（ほうなん）
声：---/朴璐美
悪しき九尾の狐・幻咬の尾の一つが意志を持った存在。破壊を好み、尾の中では最凶と言われている。PC版では敵としてしか現れず特別なCGは用意されていないが、PS2版では攻略可能となり立ち絵とイベントCGが追加されている。
PS2版では力を抑えるためにあえて人間の姿に変わっていた。双七にとって怪物よりも見慣れた人間の姿のおかげか、目が覚めている間彼女の姿を見ることができる。ただし、双七以外には見えない。
一乃谷愁厳（いちのたに しゅうげん）
声 : 先割れスプーン
身長:185cm 体重:76kg
神沢学園生徒会長。一乃谷刀子の兄で、非常に堅物かつ生真面目。普段は冷静沈着で感情をほとんど表に出さないが実際は情に篤く、非常に友人思いである。また、かなりの照れ屋。釣りが趣味だが、その腕前は…。
先祖の妖怪は「牛鬼」。刀子と一心同体の状態。ただし力や剣の技術は刀子より劣る。一方で人間離れした強靭な精神力を誇り、人外の逢難をして「化物」と恐怖させるほどである。
上杉刑二郎（うえすぎ けいじろう）
声 : 北山幸二 / 吉野裕行
身長:161cm 体重:55kg
神沢学園の三年生で、生徒会に所属。副会長をつとめている。愁厳の幼なじみである。口は悪いが友情には厚い。背が低いことを非常に気にしている。案外もてるが、本人はかなりの鈍感（トーニャ曰く「トーチカ並の鈍感」）であるため気付いていない。
先祖の妖怪は「だいだらぼっち」。「物を掴んで持ち上げる」時にのみ異常なまでの怪力を発揮する。が、普段の力はごく普通の青年となんら変わりない。
野球が好きだが、力のせいで断念したことがある。実家はそば屋を経営し、刑二郎もたびたび手伝いをしている。また、バイクが趣味。
七海伊緒（ななみ いお）
声 : 小塚環
身長:164cm 体重:49kg 3サイズ:83/53/85
神沢学園の二年生で、生徒会に所属している。真面目で堅物な、いわゆる委員長的性格。ひとつ年上の上杉刑二郎とは幼馴染であり、上級生でも彼に対しては敬語は使わない（そのため、当初双七は七海を刑二郎と同じ三年生と思っていた）。実家はかなり大きな病院を経営していて、彼女自身も手術の手伝いをすることがある。トーニャとは仲が良い。その並列処理で、緊急時には司令塔として活躍している。
先祖の妖怪は「七人ミサキ」。頭の中に複数の思考が存在し、並列処理を行う事で複雑な計算等を簡単にこなす事ができる。ただし血が薄れているため名の通り七人ではなく、現在は二人しかいない。
新井美羽（あらい みう）
声 : 柚木かなめ
身長:147cm 体重:40kg 3サイズ:71/52/72
神沢学園の一年生で、生徒会に所属している。非常に引っ込み思案で恥ずかしがり屋。人形を持ち歩いており、慣れない人に対しては人形越しに話す。また刑二郎に想いを寄せている。祖母と2人暮らし。
先祖の妖怪は「川赤子」。物を通じて自分の言葉を話す事が出来る。その際距離を無視出来るため、うまく使えば電話のように遠隔地への連絡も可能。
姉川さくら（あねかわ さくら）
声 : 望月まゆ
身長:171cm 体重:54kg 3サイズ:93/57/92
神沢学園の一年生で、生徒会に所属している。新井美羽と仲が良い。明るく穏やかな性格。B93の巨乳。スタイル抜群な美人の上に性格も良い為、男子に絶大な人気がある。すずからは双七の次に懐かれている。
この世でもっとも聞きたくない数字は93である。家族は祖父母と両親がいる。
先祖の妖怪は「香天女」。狙った感情を相手に抱かせる香りを口臭として放つ事が出来る。全員に同じ香りとなるわけではなく、「落ち着く」という感情を抱かせる際には当人が最も落ち着く香りになる仕組みである。
愛野狩人（あいの かりと）
声 : 紫原遥
身長:174cm 体重:57kg
神沢学園の二年生。生徒会に所属している。冗談みたいな名前だが、れっきとした本名。美形でとにかくもてて、ストーカーに監禁されたこともある。美形である事を自覚しており、かなりのナルシスト。虚弱体質で、よく女生徒に揉みくちゃにされて死にかかっている。だが、すぐに生き返る。中立的な意見を言えるため重宝されている。また、双七と同学年であるため仲が良い。
先祖の妖怪は「ぬっぺふほふ」。並外れて虚弱だが、死亡状態からも自動的に蘇生・回復する。怪我を負うと相当痛いので、普段は精神への負担を避けるために蘇生・再生するまで一旦仮死状態になるが、本人の意思により痛みを我慢し「死ぬ」のを耐える事も出来る。不死身ではあるが不老不死ではないので老衰によって死ぬことができる。(逆に言えば老衰以外の死に方ではやがて蘇生する)
加藤虎太郎（かとう こたろう）
声 : 紫花薫
身長:183cm 体重:71kg
神沢学園の教師で、双七の担任。かなりのヘビースモーカーで、煙草を1日に3箱吸っているが、授業中は吸わないようにしている。
鴉天狗の弟子であり、彼と同じ拳法「八咫雷天流」を継承している。その実力は九鬼とほぼ同等で、神沢市最強の呼び声も高い。
ギャンブルが趣味で、生徒の身包みを剥いだりすることもある。
先祖の妖怪は「石妖」。拳など肘から先を任意で石と化す事が出来る。機関銃の弾丸を弾く程に硬くなるが、絶対に壊れないというわけでもない。
九鬼耀鋼（くき ようこう）
声 : 御成門佐清
身長:191cm 体重:88kg
ドミニオンの副隊長。長い白髪と右目の眼帯、黒いコートが特徴。中国拳法の流れを汲んだ対人妖専門の武術「九鬼流」の使い手であり、人妖ではないにもかかわらず、並の人妖を圧倒する戦闘力の持ち主。如月双七に武術を教えたのも彼で、双七からは師として慕われていたが、息子が殺された事件を機に琥森島を離れる。
最前線で戦い己の力を高めつつ調査を進め、遂に息子の仇を発見するのだが、犯人である一奈は九鬼にとって話にならないほど弱すぎた。そんな雑魚に自分の人生を滅茶苦茶にされたということを許せなかった九鬼は一奈を捕えドミニオンに組み込み、彼女が強くなるまで猶予を与えることにした。そして晴らされることなく溜まり続けた憎悪は九鬼を鬼へと変貌させつつある。物語の進め方次第で敵にも味方にもなる。基本的に素手で戦うが、「カンフュール」と呼ばれる鋭い先端と防弾仕様の傘を使うこともある。
おっちゃん
声 : 事務台車
身長:168cm 体重:87kg
小太りの初老の男。闇医者。名前は物語中出てこない（名字は佐藤）。病院から脱走した双七たちが最初に出会う「病院外」の人間。
娘がいたが同級生の人妖に殺され、妻はそのショックで自殺し、人妖を憎むようになったが、双七たちとの出会いで生まれ変わることができた。
双七たちに、人妖都市「神沢」の存在を教え、逃げ込むように助言する。序盤のキーパーソンともいえる人物。
サーシャ
身長:151cm 体重:46kg 3サイズ:74/52/75
本名はアレクサンドラ・アントーノヴナ・ニキーチナ。トーニャの双子の妹。トーニャは彼女の身の安全と引き換えに神沢市にスパイとして潜り込むことを承諾したのだが、トーニャを人工的人妖へと改造した男はサーシャにも同様の改造を施し、さらに脳を弄って自分に忠実な兵隊へと変貌させてしまっていた。キキーモラを2つ操ることができるが、その代償として視力を失っている。
藤原那美子（ふじわら なみこ）
身長:158cm 体重:48kg 3サイズ:78/53/80
神沢学園2年生。2年女生徒の中では中心的な存在。淫蕩な母親を見てきた為か男や性に関して嫌悪感を持っていて、同性でありながら刀子に恋愛以上の信仰に近い想いを持っている。彼女にとって一乃谷兄妹は理想の存在である。先祖妖怪は影女で、数秒のみだがどんなに狭い隙間にでも忍び込むことができる。
氷鷹零奈（ひだかれいな）
声 : 野神奈々 / 本井えみ
身長:168cm 体重:54kg 3サイズ:91/56/90
ドミニオンの隊員。先祖は雪女で、冷気を操り対象を凍らせる能力を持つ人妖。妹の一奈を溺愛し表向き庇護しているが、実際は一奈に依存している傾向がある。
メンバーの中では比較的冷静且つ常識的な性格であり、周囲の抑え役となる事も多い。また、戦闘時には隠蔽工作などのサポートに回ることが多い。
氷鷹一奈（ひだかいちな）
声 : 野神奈々 / 本井えみ
身長:153cm 体重:49kg 3サイズ:81/55/84
ドミニオンの隊員。零奈の妹。炎のつららを飛ばし焼き払う能力を持つ。先祖は火車。異常に冷酷な性格で、快楽主義的なところがある。周囲の被害を顧みず戦闘を行なう。ドミニオンに所属する前は猟奇殺人鬼として名を馳せていた。姉への愛情も左程なく、窮地に陥ると自分の命惜しさに姉を貶める趣旨の発言もする。幼い頃、両親から受けた虐待がこの歪みきった性格の一因となっている。
光念一兵衛（こうねん いちべえ）
声 : 棟方一志
身長:182cm 体重:103kg
ドミニオンの隊員。禿頭と顔の左半分を覆う刺青が特徴。先祖はがしゃどくろで、背負った箱から刀を引き寄せ操る能力を持つ。2本以上の刀を同時に扱うことができ、通常時では6本同時に使用可能。「智天使薬」を使用することで最大30本の刀を操作でき、元の持ち主の剣術を再現することもできる。
戦いと殺人を愉しむ戦闘狂の破戒僧で、守っている戒律は女犯くらいである。老けて見えるがまだ二十代とのこと。
戦闘狂ではあるものの、普段の立ち振る舞いはいたって冷静かつ温和である。弟の輝義とは強い信頼関係で結ばれている。
光念輝義（こうねん てるよし）
声 : 杉崎和哉
身長:181cm 体重:61kg
ドミニオンの隊員。一兵衛の弟で、顔の右半分の刺青とピアスが特徴。先祖妖怪は野鉄砲。背負った箱の中に拳銃(ゲーム内ではベレッタM92F)を大量に所持しており、兄同様、それら拳銃を引き寄せ操る。弾切れを起こせば銃を捨て新しい銃を使用するという戦闘スタイルを取り、最大30挺を操作できる。女と酒好き。なお彼の拳銃は何の変哲もないただの拳銃である。
兄と同様かなりの戦闘狂で、勝つ為に手段は選ばないタイプ。とはいえ卑劣と言うわけではなく、戦闘においての約束事は敵であっても守る律儀さも持つ。余談だが、過去に再会した際には兄が老けてしまったことに驚いていた。
その粗野で奔放な言動とは裏腹に、かなりの仲間想いかつ兄想いであり、仲間の危機に身の危険も顧みず助けに入ろうとしたり、兄を身を挺して庇うなどの行動を見せる好漢であり、粗にして野だが卑に非ずと形容するのが相応しい人物である。
比良賀渉（ひらが わたる）
声 : 下野薫
身長:152cm 体重:63kg
ドミニオンの隊員。本人も自覚しているほど非常に醜悪な外見をしており、まわりからそのことで貶されることが多いが、見かけで差別せず実力を評価してくれている薫に心酔し、彼女を気に掛けている。先祖は白溶裔。悪臭を放つ様々な毒を吐いたり、ヤモリに偽装したり出来る。様々な乗り物を乗りこなす、高い運転技術を持つ。変人が多いドミニオンでは比較的まともな性格の人間である。
八咫鴉（やたがらす）
声 : 時田光
身長:161cm 体重:53kg
3000年以上生きているといわれる存在。もはや妖怪というより神に近い存在である。その割には容姿も性格も子供っぽいので、周りからは割とぞんざいな扱いを受けている。普段は爽やかで親切だが、双七に対しては厳しい態度をとる。とある政治家の屋敷に住んでいる。
烏天狗（からすてんぐ）
声 : ヤマモトヒロフミ
八咫烏の側近で、運転手姿をした温和な老紳士。1000年以上生きている。一対多の戦闘に特化し、神速の攻撃を特徴とする八咫雷天流という武術を体得しており、弟子の加藤虎太郎に継承している。
かつて遮那王丸に付き従ったことがある。
静珠(しず）
身長:167cm 体重:53kg 3サイズ:86/55/88
すずの母親。中と天に操られた人間によって殺された。慈悲深く、純真な性格。死後、幽世で永遠の日々を過ごしている。
ウラジミール
声 : 松寿エルザ
身長:190cm 体重:97kg
本名は、ウラジミール・ガヴリーロヴィッチ・シューキン。トーニャが兄と呼ぶ男であるが、実際に血の繋がりはない。ロシア人のわりに日本とアメリカの文化に陶酔しており、特にアニメやゲーム等に偏っている節がある。キャラ物のTシャツを着ている。
人妖で、その能力名はポレヴィーク。土やコンクリートを自在に操ることができ、壁などを作って攻撃・防御を行う。また自身も土の中に潜り潜むことができる。
飄々とした正確ではあるが妹のことを心から思いやっており、彼女が密偵などやらなくても良い未来を送れるようになれば、と考える好人物。
天（てん）
身長:148cm 体重:52kg
悪しき九尾の狐・幻咬の尾の一つが意志を持った存在。その名の通り尾の中では最古にして最上位で、知略に優れ、戦闘力も逢難と並ぶほど。中とは一千年の付き合いだが、格下として完全に見下している。また神沢市の市長「押野登喜夫」として人妖のために貢献していた。
スタッフ曰くラスボスと見せかけて実はヘタレキャラ。
中（ちゅう）
身長:176cm 体重:79kg
悪しき九尾の狐・幻咬の尾の一つが意志を持った存在。擬態しドミニオンの最高責任者「雲野修介」になりすましている。尾の中では若い方であり、力も弱い。せいぜい人の脳を弄る能力があるだけで、戦闘能力はほとんどない。スタッフ曰くヘタレな悪役なのに容姿が立派すぎることを気にしていた。
幻咬の尾
幻咬が死に際に放った9つの尾で、中(ちゅう)、天(てん)、地(ち)、逢難(ほうなん)、胞身(ほうしん)、肝魂(かんこん)、魂珀(こんはく)、霊(れい)、終(しゅう)という中前がある。
里村陽太
声 : 松園ルイ
織咲病院の入院患者。双七と親しかった。控えめな性格。先祖妖怪は「覚」。
雪野くるみ
声 : 如月葵
織咲病院の入院患者。双七と親しかった。容姿・性格共に清楚。織咲病院院長の息子・芳郎から付きまとわれている。先祖妖怪は「雪女」。
藤枝あやか（ふじえだ あやか）
あやかしばんで登場する。新聞部部長である女学生。本人は既に死去しており、その正体は先祖である文車妖妃の力によって文章から生まれた幽霊。

## ゲーム中の用語

### 人妖
正式呼称「後天的全身性特殊遺伝多種変性症（ASSHS〈アシュス〉）」、通称「人妖病」と呼ばれる遺伝性とされる原因不明の奇病に罹患した人々を総称する言葉である。彼らは奇妙な能力・容姿を持って生まれ、その危険性故に社会問題となっている。発現する能力は一律ではなく、多岐に渡る。これは病というより先祖返りに近く、明治時代を境にあやかしであることを捨て、ヒトとして生きることを選んだ妖怪たちの子孫に眠る妖怪の血が目覚めてしまった者のことを指す。
日本のみならず、世界中に存在する（登場人物の一人、トーニャはロシア人の人妖である。ただし、日本とドイツ以外では存在が希だとされている）。ほぼ例外なく激しい差別に晒されており、家族から見捨てられる事例も後を絶たない。
この「人妖」という言葉はマスコミなどでは差別用語とされているが、一般には広く普及している。人妖自身、自らを人妖と呼び、自分の特殊能力を人妖能力と呼んでいる。作中にも、テレビのコメンテーターが人妖と発言しかけて訂正するシーンが存在する。
日本においては、人妖はその危険性に応じて第壱種から第参種までに区分されている。
第壱種（だいいっしゅ）
通常の患者に当たる。危険性はないとされるが、神沢市、もしくは指定の病院以外は基本的に立ち入りを禁止されている。
第弐種（だいにしゅ）
通常、人妖は移動を制限されているが、体内五箇所に「手負蛇（ウーンデットスネーク）」と呼ばれる爆弾埋込手術を施すのと引き換えに、自由を得る事が出来る。第壱種、または第参種の人妖が手術を受け、手続きを踏んだ場合これに認定される。ドミニオン所属の人妖などは殆どがこれに当たる。彼らが犯罪などを犯した場合、爆弾が作動して死亡することになる。
第参種（だいさんしゅ）
能力を行使して他人を傷つければこれに認定される。また、能力そのものが極めて危険であると判断された場合もこれに含まれる。基本的に処分対象であり、殆どの場合、第弐種への転換か死かの二択を迫られる。
人妖の現状としては、世間一般では差別に晒されているがドミニオンはじめ治安機関に勤務している者、自衛隊や警察の特殊任務に従事する者、さらには与党右派の議員として活動する者までおり、脆弱ではあるが徐々に社会に一定の影響力を持ちつつある。

### 神沢市
元は単なる地方都市であったが、現在は人妖都市と渾名されるほど人妖が多いという特徴を持つ町。その発端は、かつての市長が政府から支給される莫大な補助金の誘惑に負けて人妖の収容施設を建設した事に始まる。
それは人妖を忌避した普通の人間が市から流出し、そして迫害を受けていた人妖が逆に流入する事態を招いた。結果、神沢市は全人口の九割以上が人妖という、世界でも例を見ない人妖都市として成立することになる。
このことから、日本人以外にも外国人が留学生などの名目で島流し的に送られることがある。
周囲は高い壁・フェンスによって囲まれ、さらに市を取り囲むように自衛隊が展開している。神沢市から他都市への全ての交通機関には自衛隊による厳しい検問所が設けられており、特別な許可証がなければ市から出ることは出来ない。自衛隊員は、差別に晒された人妖を常に見ているためか、人妖に対して同情的・友好的な者が多い。
さらに、フェンスの周りを取り囲むように、人妖によって被害を受けた犯罪被害者などを中心とした反人妖団体らが集まって抗議行動を繰り広げている。自衛隊に逮捕権が存在せず、警察は近づかないため、神沢市に行こうとする人妖に対して物が投げつけられるなどの被害が後を絶たない。
街並み自体は普通の地方都市といった様相だが、容姿が明らかに普通の人間とは違う人妖も普通に町中を出歩いている。
治安はかなり悪い。人妖の能力を悪用した凶悪犯罪が後を絶たないため、神沢の警察はそれらの対応に追われ、少年犯罪などは後回しにされるからである。
こうした事情から市全体が一種の隔離施設であり、家族から切り離された（もしくは見捨てられた）者が集まるため、家族全員がそろっている家庭の数は少なく、学生であっても一人暮らしの場合が多い。しかし政府からの補助金があるため、自活能力さえあれば学生であっても平均レベルの生活は可能となっている。ちなみに、この補助金は将来返還する必要がある。

### ドミニオン
正式名称は「第参種ASSHS追跡機関」。
人妖の能力は個人でも強大なことがあるため、警察では人妖の犯罪者に対処するのが事実上不可能な場合がある。このような犯罪者に対処するための機関が第参種人妖追跡機関である。
隊員は、九鬼耀鋼などの例外を除いて基本的に高い戦闘能力を持つ人妖（第弐種）で構成されており、目標の殺害も視野に入れた強硬な姿勢で犯罪者を追跡する。
人妖の事件ではニュースでも彼らが関与したかどうかが伝えられるため、名称は一般にも知られているが、その実態については謎が多いとされている。

### 銃刀法
人妖事件の多発により、護身用として日本の銃刀法はかなり緩くなっており、一般人でも銃や火器類の購入が可能である。
作中でも一乃谷兄妹が普段から長い日本刀を持ち歩いているが、警察などに咎められることはない。

### 智天使薬、熾天使薬
読みは「ケルプ」、「セラフ」。妖の血を混ぜた薬物であり、通常の麻薬のような昂揚感等と共に、人妖能力を強化することができる。
純度が低い智天使薬は神沢市の闇でも流通している。ドミニオン隊員が戦闘時に奥の手として使うものは極めて高純度の智天使薬である。
さらに高純度のものは熾天使薬と呼ばれ、高い戦闘能力と引き換えに人間としての自分を失い、先祖妖怪そのものに近い存在となってしまう。

### メカ九尾
双七が九尾の鬼と化した九鬼耀鋼との最終決戦で、自衛隊や在日米軍の戦闘機、戦艦、兵器を素材にして、自身を核に作り上げた機械の九尾の狐。牙や爪は名刀や霊刀、感覚器はレーダーやソナーに置き換えた。68基のターボファンエンジンを駆使しての超音速飛行や人工衛星の遠隔操作、自機内でミサイルの製造、潜水機能(深度1万mまで可能)など高い性能を持つ。死闘の末、九尾の鬼の9つの尾を全て切り落とし、共に海溝に沈む。
武装
- 銃火器
  - CIWS20mm機関砲×8
  - XM297E2/56口径155mmキャノン砲×4
  - 劣化ウラン徹甲弾(射撃可能弾)
  - 大型ナパーム弾(射撃可能弾)
  - 120mm滑腔砲×4
  - サイドワインダー、スパロー(自機内で製造可能)
- 刀
  - 長曾称虎徹
  - 和泉守兼定
  - 備前長船
  - 乾雲丸
  - 菊一文字則宗
  - 陸奥守吉行
  - 大典太
  - 三日月宗近
  - 坤竜丸
  - 鬼丸国綱
  - 村正
  - 童子切安綱
  - 鬼切丸
  - 小狐丸
  - 数珠丸
  - 七枝刀
  - 十拳剣
  - 草薙剣
  - 布都御霊剣
  - 小烏丸
- 尾
  - 海底トンネル削岩機用ブレード
  - 油圧式クローラドリル
  - プラズマ溶接機
  - 多指ハンド式クレーンアーム
  - 斬妖尾（文壱を減損ウラン合金でコーティング）
- 感覚系統
  - 視覚 - カメラアイ、フェーズドアレイレーダー
  - 聴覚 - ロア・アレイ・ソナー
  - 嗅覚 - 液体クロマトグラフ

## あやかしばん
現在、propellerのオフィシャルホームページ及びミラーサイトから「あやかしばん」と呼ばれるシナリオがダウンロードできる。元々は、PC版が発売されてから一定期間内に申し込んだユーザー全員にお返しディスクとしてCD-ROMで配られた物だが、PS2版が発売された記念に申し込みを行っていないユーザーもダウンロードできるようになった。
プレイ環境はPC版と同じ。ただし、ゲームは18禁シーンを含むのでプレイには注意が必要。

## スタッフ
- 原画 - 中央東口
- シナリオ - 東出祐一郎